# Amphiura bidentata
Amphiura bidentata är en ormstjärneart som beskrevs av Clark 1938. Amphiura bidentata ingår i släktet Amphiura och familjen trådormstjärnor. Inga underarter finns listade i Catalogue of Life.